# Andros (otok)
Andros, ili Andro (grčki: Άνδρος), je najsjeverniji grčki otok u otočnoj skupini Cikladi. Otok se nalazi oko 10 km jugoistočno od otoka Eubeje, i oko 3 km sjeverno od otoka Tinosa. Andros je dug 40 km, širok 16 km, najvećim dijelom je brdovit, ali ima i plodne kotline. Ukupna površina otoka je 380 041 km². Sjedište otoka je grad Andros, koji se nalazi na istočnom dijelu otoka i ima oko 1 508 stanovnika. 
Cijeli otok ima oko 10 009 stanovnika (po popisu iz 2001. god.). Otok ima tri općine; grad 
Andros (oko 4 107 stanovnika ), Kortio ( oko 2 547 stanovnika ) i Idrusa ( oko 3 355 
stanovnika). 
Najveća otočka naselja su;  Andros, Gavrio, Batsi i Ormos Kortio.

## Povijest
U antička vremena otok Andros imao je mješano Jonsko i Tračko 
stanovništvo. Iako je službeno podpadao pod vlast polisa Eretreje, otok Andros je 
u VII st. pr. Kr. toliko uznapredovao da je otpremio i osnovao više kolonija na poluotoku Halkidiki; Akantus, Stageiru, Argilus, Sane. 
Ostatci antičkog grada Paleopolisa stare prijestolnice otoka 
nalaze se na zapadnoj obali otoka. Paleopolis je imao čuveni hram boga Dioniza.
480. st. pr. Kr. otok je snabdjevao brodove perzijskog vladara Kserksa, zbog toga je napadan od strane grčkih brodova. Otok je za perzijskih ratova pristupio Delskom savezu ali je uvijek gajio velike rezerve i nezadovoljstvo prema lideru saveza Ateni. 477. god.  pr. Kr. Andros je morao pristati na osnivanje jedne atenske - klēroūkhos (kolonije zavisne od Atene) na otoku. I pored toga 411. god. pr. Kr.  Andros je proglasio svoju nezavisnost te je zbog toga odmah 408. god. napadnut od Atene.
Za helenističkog razdoblja Andros je bio pod kontrolom dviju najjačih pomorskih snaga toga doba Mekedonaca i Ptolomejskog Egipta. 333. god. otok je podpao pod Makedonaca koji su na njemu držali garnizon (Antipater).
308. god. pr. Kr. otok je oslobodio Ptolemej I. egipatski. 
Između 266. – 263. god. pr. Kr. otok je ponovno došao pod vlast Makedonaca nakon Bitke kod Androsa.  200. god. pr. Kr. otok je okupiran od strane združene flote rimljana, polisa Pergamona i otoka Rodosa, pod vlašću Pergamona ostao je sve do propasti Pergamonskog kraljevstva, 133. god. pr. Kr.
Prije podpadanja pod otomansku vlast, Andros je između 1207. do 1566. god. bio pod vlašću dviju venecijanskih obitelji; Zeno i Sommariva. 
Nakon otomanske vlasti koja je trajala gotovo četiri stoljeća, otok je ušao u sastav Kraljevine Grčke 1821.
10. svibnja 1821., Theophilos Kairis, jedan od tadašnjih vodećih intelektualaca 
grčkog nacionalnog pokreta, objavio je otočanima početak rata za neovisnost podižući grčku zastavu u pitoresknoj crkvi Sv. Đorđa(Jurja) na visokoj hridi iznad mora.
Otok je poznat po svojim Sariza izvorima kod mjesta Apoikia gdje voda izlazi iz kamenih stijena u obliku lavljih glava.
Na zapadu otoka nalaze se arheološki ostatci drevnog grada Paleopolisa izgrađenog na strmim padinama, pod vodom u obližnjem zalivu vide se dobro očuvani lukobrani nekadašnje gradske luke. 

## Poznati građani
- Theophilos Kairis (1784-1853) propovjednilk i grčki revolucionar

## Vanjske poveznice
- Službene stranice općine Ándros (engl.) (grč.)
- Službene stranice općine Kortío (engl.) (grč.)
- Službene stranice općine Idrusa (engl.) (grč.)